# 生源寺美子
生源寺 美子（しょうげんじ はるこ、1914年1月29日 - 2015年5月18日）は、日本の児童文学作家。

## 略歴
福島県生まれ。自由学園卒業。
50歳を過ぎてから創作を始め、1966年『草の芽は青い』で講談社児童文学新人賞および産経児童出版文化賞、1977年『雪ぼっこ物語』で野間児童文芸賞受賞。

## 著書
- 『草の芽は青い』（講談社） 1966 、のち青い鳥文庫
- 『少女たち』（実業之日本社） 1969
- 『もうひとりのぼく』（毎日新聞社） 1971、のちポプラ社文庫
- 『いぬは王さま?』（講談社） 1972
- 『マキオのひとり旅』（金の星社） 1973、のちフォア文庫
- 『マヒトよ明日がある』（あすなろ書房） 1973
- 『友だちになるとき』（あすなろ書房） 1974
- 『はじめてのおこづかい』（金の星社） 1974、のちフォア文庫
- 『さよなら泣きむしマミ』（ポプラ社） 1975
- 『のびるのびるきこのみみ』（金の星社） 1975
- 『ぼくのだいじなだいじなひみつ』（高橋書店） 1975
- 『どうしておひるねするのかな』（銀河社） 1975
- 『星のとまり木』（あすなろ書房） 1975
- 『ふたりと一羽』（あすなろ書房） 1976
- 『ふくろうのめがね』（岩崎書店、日本の幼年童話） 1976
- 『ななことみんな』（ポプラ社、ふるさとの童話） 1977
- 『はじめてのたんじょうかい』（金の星社） 1977
- 『雪ぼっこ物語』（童心社） 1977、のちフォア文庫
- 『ちゅうりっぷふじさん』（あかね書房） 1977
- 『人権・ねこ権』（PHP研究所） 1977
- 『ふしぎなカセットテープ』（ポプラ社） 1978
- 『だれかしらだれかしら』（講談社） 1978
- 『はじめてのガールフレンド』（金の星社） 1979
- 『愛』（ポプラ社、文学の館） 1979
- 『ミミイがとんじゃった』（国土社） 1979
- 『金色のランプ』（あかね書房、あかね紀行文学） 1979
- 『まほうのめがね』（岩崎書店） 1979
- 『リリコふしぎな国へいく』（あすなろ書房） 1979
- 『みんなおひるね』（PHP研究所） 1980
- 『だれもしらないうきわのたび』（PHP研究所） 1980
- 『ほんとのことが知りたいの 真木子の心の詩』（ポプラ社） 1980
- 『あの子もこの子もよっといで』（PHP研究所） 1980
- 『いちぬけたいちぬけた』（フレーベル館） 1980
- 『はじめてのなみだ』（金の星社） 1981
- 『まる池のひみつ』（国土社） 1981
- 『ママってずるーい』（ポプラ社） 1981
- 『知っているのはぼくだけさ』（講談社） 1981
- 『はだかの王さまVサイン』（あすなろ書房） 1982
- 『はじめてのおとまり』（金の星社） 1982
- 『にじいろのさかな』（佼成出版社） 1982
- 『王宮のひびきヘンデル』（音楽之友社、ジュニア音楽図書館 作曲家シリーズ） 1982
- 『おねえさんがほしいの』（あかね書房） 1983
- 『いやいや一ねんせい』（PHP研究所） 1983
- 『ごめんね日記みちゃった』（ポプラ社） 1983
- 『なのはなおつきさん』（ひくまの出版） 1984
- 『与謝野晶子』（さ・え・ら書房、少年少女伝記読みもの） 1984
- 『はじめてのテスト』（金の星社） 1984
- 『アリの町の天使 めぐまれない人びとへの愛に生きた北原怜子』（PHP研究所） 1984
- 『わたしにだけおしえてね』（ひくまの出版） 1985
- 『少女たちの季節 青い木の実たち』（ポプラ社） 1985
- 『パーティはけんかのあとで』（あすなろ書房） 1985
- 『はじめてのまっしろパンツ』（金の星社） 1986
- 『コアラはぼくんだからね』（あかね書房） 1986
- 『フルートふいたのだあれ』（教育画劇、スピカのおはなしえほん） 1986
- 『リカちゃんとぼくのひみつ』（草炎社、こども文庫） 1987
- 『ふしぎなねこはあんずいろ』（ひくまの出版） 1987
- 『海へいこ!』（あかね書房） 1988
- 『おとなりどうし赤信号』（偕成社） 1988
- 『ルミのひみつのいぬ』（偕成社） 1988
- 『あしたはいいな1ねんせい』（金の星社） 1988
- 『みつ子とゆきちゃん』（岩崎書店、幼年文学名作選） 1989
- 『でもやっぱりいるさ』（偕成社） 1989
- 『あじさいの咲く家』（小峰書店） 1989
- 『それゆけヘディングシュート!』（金の星社） 1990
- 『おかしなかくれんぼ』（国土社） 1991
- 『やさしく川は流れて』（ポプラ社） 1992
- 『あこちゃん、へいきだもん』（ポプラ社） 1992
- 『きらめいて川は流れる ポプラ社） 1993
- 『キュリー夫人』（小学館、新訂版オールカラー世界の伝記） 1993
- 『あなたの光は大地をてらし』（草炎社、ともだち文庫） 1993
- 『そして今日も川は流れる』（ポプラ社） 1996
- 『はるのてがみはなにいろ?』（教育画劇） 2002

## 翻訳
- 『ほえろミッキー』（モーレー、集英社、世界の動物名作） 1972
- 『はばたけゲイネック』（ムカージ、集英社、世界の動物名作） 1973

## テレビ出演
- 一枚の写真（1992年2月19日、フジテレビ）